# Tyra Grove Krause
Tyra Grove Krause (født 14. maj 1970 i Silkeborg) er en dansk læge med forskningsområde i epidemiologi.
Hun er afdelingsleder på Statens Serum Institut.
Krause er projektleder for EuroMOMO.